# 付着茎
付着茎（ふちゃくけい、英: connecting stalk）とは胚子の一端と栄養膜の間に存在する疎性中胚葉組織。原腸胚形成における卵黄嚢の発生過程において、胚外体腔膜と栄養膜、内胚葉と栄養膜、羊膜と栄養膜を埋めていた疎性中胚葉組織の中の腔所は次第に大きくなり、やがて付着茎のみを残して連続した腔所（胚外体腔）が形成される。付着茎は血管の発生に伴い臍帯となる。